# 三和町 (広島県神石郡)
三和町（さんわちょう）は、かつて広島県の中東部にあった町。神石郡に属した。
2004年11月5日に神石郡の他の3町村（神石町・油木町および豊松村）と新設合併して神石高原町に移行したことに伴い、消滅した。旧町役場は神石高原町役場本庁舎となっている。
なお、広島県には双三郡にも三和町が存在したが、そちらは「みわちょう」と読む。

## 沿革
- 1889年（明治22年）4月1日 - 市町村制施行。当時の町域にはいずれも神石郡に属する阿下村・上村・亀石村・木津和村・来見（くるみ）村・小畠村・高蓋村・父木野村・常光村・光末村・光信村と芦田郡藤尾村があった。
- 1898年（明治31年）10月1日 - 芦田郡・品治郡が統合され芦品郡が成立したことに伴い、藤尾村の所属郡が芦田郡から芦品郡に変更される。
- 1942年（昭和17年）4月1日 - 阿下村・上村・亀石村・小畠村・常光村が新設合併して新たに小畠村が成立する。
- 1944年（昭和19年）1月1日 - 木津和村・高蓋村・父木野村・光末村・光信村が新設合併して新たに高蓋村が成立する。
- 1949年（昭和24年）7月1日 - 高蓋村が芦品郡大正村桑木を編入する。
- 1954年（昭和29年）3月31日 - 高蓋村が甲奴郡階見村の一部を編入する。
  - 階見村の残部は甲奴郡上下町に編入。
- 1955年（昭和30年）3月31日 - 来見村・小畠村・高蓋村が新設合併して三和町が成立する。
- 1959年（昭和34年）7月1日 - 芦品郡藤尾村の一部を編入する。
  - 藤尾村の残部は芦品郡新市町に編入。
- 2004年（平成16年）11月5日 - 神石郡全町村、神石町、豊松村、油木町との新設合併による神石高原町成立に伴い消滅する。

## 主要施設
- 広島県立神石三和病院

## 地理
河川
- 小田川…高梁川支流。
- 神谷川（かやがわ）…芦田川支流。

山
- 星居山（ほしのこやま、標高834.7m）

## 名所・旧跡
- 猿鳴峡
- サンワの森
- 道の駅さんわ182ステーション
- 星居山森林公園

## 産業
- 農業が主産業である。

## 大字
- 阿下（あげ）
- 井関（いせき）
- 大矢（おおや）
- 上（かみ）
- 亀石（かめいし）
- 木津和（きつわ）
- 桑木（くわぎ）
- 小畠（こばたけ）
- 坂瀬川（さかせがわ）
- 階見（しなみ）
- 高蓋（たかふた）
- 父木野（ちちきの）
- 常光（つねみつ）
- 時安（ときやす）
- 光末（みつすえ）
- 光信（みつのぶ）

## 交通（2004年11月4日当時のデータ）

### 鉄道
- 町内は通過していない。福塩線上下駅等からのアクセスとなる。

### 道路
国道
- 国道182号
- 国道314号（町内は全区間国道182号と重用）

主要地方道
- 広島県道21号加茂油木線
- 広島県道26号新市七曲西城線
- 広島県道27号吉舎油木線

一般県道
- 広島県道・岡山県道104号坂瀬川芳井線
- 広島県道259号帝釈峡井関線
- 広島県道400号藤尾井関線
- 広島県道416号三和油木線
- 広島県道417号小畠荒谷線
- 広島県道418号井関加茂線
- 広島県道419号坂瀬川駅家線

## 教育（2004年11月4日当時のデータ）
小学校
- 三和町立来見小学校
- 三和町立三和小学校
- 三和町立高蓋小学校

中学校
- 三和町立三和中学校

高等学校
- 喜田学園東林館高等学校…通信制普通科の私立高等学校。